# Otto Carlsson (präst)
Otto August Carlsson, född den 7 oktober 1837 i Järeda socken, Kalmar län, död den 6 juni 1913 i Mörlunda församling, Kalmar län, var en svensk präst. Han var far till Hadar Cars samt farfar till Gunnar och Thorsten Cars.
Carlsson blev student vid Uppsala universitet 1863 och prästvigdes 1867. Han blev komminister i Vimmerby pastorat 1868, kyrkoherde i Mörlunda och Tveta församlingar 1882 samt kontraktsprost i Aspeland 1897.